# Bredia longiloba
Bredia longiloba là một loài thực vật có hoa trong họ Mua. Loài này được (Hand.-Mazz.) Diels mô tả khoa học đầu tiên năm 1933.